# Servije Tulije
Servije Tulije (Servius Tullius) je prema legendi jedan od Rimskih kraljeva, vladao je u razdoblju od 578. pr. Kr. - 534. pr. Kr. Slavljen je kao veliki kralj. Porijeklom je bio Etruščanin i to je bio posljednji kralj Rima etrurskog porijekla. Podijelio je narod na pet klasa, te je na taj način uspostavio vladavinu bogatih. To je prvi puta u povijesti čovječanstva da se provodi sustavni popis stanovništva (census). Popis je služio kao osnova za prikupljanje poreza kojim se financirala obrana Rima i izgradnja obrambenog zida. Najsiromašniji slojevi rimskog pučanstva, iako su bili dužni javiti se na popis, bili su oslobođeni plaćanja poreza. Sagradio je obrambeni zid oko svih 7 rimskih brežuljaka dužine 5 milja s 19 vrata, po njemu nazvan Servijev zid. Prebacio je iz Aricia u Rim (na Aventin) regionalni festival posvečen božici Diani. Završio je Jupiterov hram na Kapitolu (60 m dug, 50 m širok).
| Prethodnik:                                           | Rimski kralj | Nasljednik:                                           |
| Lucije Tarkvinije Prisk (617. pr. Kr. - 578. pr. Kr.) | Rimski kralj | Lucije Tarkvinije Oholi (534. pr. Kr. - 509. pr. Kr.) |